# Pseudignambia mimerops
Pseudignambia mimerops är en skalbaggsart som beskrevs av Matthews 1974. Pseudignambia mimerops ingår i släktet Pseudignambia och familjen bladhorningar. Inga underarter finns listade i Catalogue of Life.